# Transport cel·lular
El transport cel·lular és l'intercanvi de substàncies entre l'interior cel·lular i l'exterior a través de la membrana plasmàtica, que és una membrana semipermeable.

## Transport a través de la membrana cel·lular o membrana plasmàtica
El transport és molt important per a la cèl·lula perquè li permet expulsar del seu interior els residus del metabolisme, i també el moviment de substàncies que sintetitza, com les hormones. A més és la forma en què adquireix nutrients mitjançant processos d'incorporació a la cèl·lula de nutrients dissolts en l'aigua. Les vies de transport a través de la membrana cel·lular i els mecanismes bàsics per a les molècules de petita grandària són:

### Transport passiu
El transport passiu permet el pas molecular a través de la membrana plasmàtica a favor del gradient de concentració o de càrrega elèctrica. El transport de substàncies es realitza mitjançant la bicapa lipídica o els canals iònics, i fins i tot per mitjà de proteïnes integrals. Hi ha quatre mecanismes de transport passiu:
1. Osmosi: transport de molècules d'aigua a través de la membrana plasmàtica intervinguda per proteïnes específiques –aquaporines– i a favor del gradient de concentració.
2. Difusió simple: pas de substàncies a través de la membrana plasmàtica, com els gasos respiratoris, l'alcohol i altres molècules no polars.
3. Difusió facilitada: transport cel·lular on és necessària la presència d'un carrier o transportador (proteïna integral) perquè les substàncies travessin la membrana. Succeeix perquè les molècules són més grans o insolubles en lípids i necessiten ser transportades amb ajuda de proteïnes de la membrana.
4. Ultrafiltració o diàlisi: En aquest procés de transport passiu, l'aigua i alguns soluts passen a través d'una membrana per efecte de la pressió hidroestàtica. El moviment és sempre des de l'àrea de major pressió al de menor pressió. La ultrafiltració té lloc en el cos humà en els ronyons i és deguda a la pressió arterial generada pel cor. Aquesta pressió fa que l'aigua i algunes molècules petites (com la urea, la creatinina, sals, etc.) passin a través de les membranes dels capil·lars microscòpics dels glomèruls per ser eliminades en l'orina. Les proteïnes i grans molècules com hormones, vitamines, etc., no passen a través de les membranes dels capil·lars i són retingudes en la sang.

#### Osmosi
L'osmosi és un tipus especial de transport passiu en el qual només les molècules d'aigua són transportades a través de la membrana. El moviment d'aigua es realitza des del punt en el qual hi ha menor concentració de solut al de major concentració per igualar concentracions en tots dos extrems de la membrana bicapa fosfolipídica. Segons el mitjà en què es troba una cèl·lula, l'osmosi varia. La funció de l'osmosi és mantenir hidratada la membrana cel·lular. Aquest procés no requereix despesa d'energia o ATP. En altres paraules, l'osmosi és un fenomen consistent en el pas del solvent d'una dissolució des d'una zona hipotònica a una d'hipertónica, separades per una membrana semipermeable.

##### Osmosi en una cèl·lula animal

Comportament de cèl·lula animal davant diferents pressions osmòtiques

- En un medi isotònic, hi ha un equilibri dinàmic, és a dir, el pas constant d'aigua.
- En un medi hipotònic, la cèl·lula absorbeix aigua i s'inflen, fins al punt que pot esclatar i donar lloc a la citòlisi.
- En un medi hipertònic, la cèl·lula perd aigua, s'arruga i arriba a deshidratar-se i es mor. D'això se'n diu crenació.

##### Osmosi en una cèl·lula vegetal

Comportament d'una cèl·lula vegetal davant diferents pressions osmòtiques.

- En un medi hipertònic, la cèl·lula elimina aigua i el volum del vacúol disminueix i fa que la membrana plasmàtica es desenganxi de la paret cel·lular, donant lloc a la plasmòlisi.
- En un medi isotònic, hi ha un equilibri dinàmic.
- En un medi hipotònic, la cèl·lula pren aigua i els seus vacúols s'omplen augmentant la pressió de turgència, donant lloc a la turgència.

#### Difusió facilitada
Algunes molècules són massa grans per a difondre a través dels canals de la membrana i massa hidrofíliques per a poder difondre a través de la capa de fosfolípids i hopanoides. És el cas de la fructuosa i alguns altres monosacàrids.
Aquestes substàncies poden creuar la membrana plasmàtica mitjançant el procés de difusió facilitada, amb l'ajuda d'una proteïna transportadora. En el primer pas, la glucosa s'uneix a la proteïna transportadora, i aquesta canvia de forma, permetent el pas del sucre. Tan aviat com la glucosa arriba al citoplasma, una cinasa (enzim que afegeix un grup fosfat a un sucre) transforma la glucosa en glucosa-6-fosfat. D'aquesta forma, les concentracions de glucosa a l'interior de la cèl·lula són sempre molt baixes, i el gradient de concentració exterior → interior afavoreix la difusió de la glucosa.
La difusió facilitada és molt més ràpida que la difusió simple i depèn:
- Del gradient de concentració de la substància a banda i banda de la membrana.
- Del nombre de proteïnes transportadores existents en la membrana.
- De la rapidesa amb què aquestes proteïnes fan la feina.

Difusió facilitada: la força impulsora és l'augment d'entropia per l'augment de concentració a un costat de la membrana.
Tant la difusió facilitada com el transport actiu es produeixen a través de proteïnes integrals de membrana.

### Transport actiu
El transport actiu és un mecanisme cel·lular per mitjà del qual algunes molècules travessen la membrana plasmàtica contra un gradient de concentració, és a dir, des d'una zona de baixa concentració a una altra d'alta concentració, amb la consegüent despesa d'energia. Els exemples típics són la bomba de sodi-potassi, la bomba de calci o simplement el transport de glucosa.
En la major part dels casos aquest transport actiu es realitza a costa d'un gradient d'H+ (potencial electroquímic de protons) prèviament creat a banda i banda de la membrana, per processos de respiració i fotosíntesi; per hidròlisi d'ATP mitjançant ATP hidrolases de membrana. El transport actiu varia la concentració intracel·lular i això dona lloc a un nou moviment osmòtic de reequilibri per hidratació. Els sistemes de transport actiu són els més abundants entre els bacteris, i s'han seleccionat evolutivament a causa que en els seus mitjans naturals la majoria dels procariotes es troben de forma permanent o transitòria amb una baixa concentració de nutrients.
Els sistemes de transport actiu estan basats en permeases específiques i induïbles. La manera en què s'acobla l'energia metabòlica amb el transport del solut encara no està dilucidat, però en general es treballa amb la hipòtesi que les permeases, una vegada captat el substrat amb gran afinitat, experimenten un canvi transformacional dependent d'energia que els fa perdre aquesta afinitat, la qual cosa suposa l'alliberament de la substància a l'interior cel·lular.
El transport actiu de molècules a través de la membrana cel·lular es realitza en direcció ascendent o en contra d'un gradient de concentració (gradient químic) o en contra d'un gradient elèctric de pressió (gradient electroquímic), és a dir, és el pas de substàncies des d'un medi poc concentrat a un medi molt concentrat. Per desplaçar aquestes substàncies contra corrent és necessària l'aportació d'energia procedent de l'ATP. Les proteïnes portadores del transport actiu posseeixen activitat ATPasa, que significa que poden escindir l'ATP (trifosfat d'adenosina) per formar ADP (dos fosfats) o AMP (un fosfat) amb alliberament d'energia dels enllaços fosfat d'alta energia. Comunament s'observen tres tipus de transportadors: 
- Uniportadors: són proteïnes que transporten una molècula en un sol sentit a través de la membrana.
- Antiportadors: inclouen proteïnes que transporten una substància en un sentit mentre que simultàniament en transporten una altra en sentit oposat.
- Simportadors: són proteïnes que transporten una substància juntament amb una altra, sovint un protó (H+).

#### Transport actiu primari: bomba de sodi i potassi o bomba Na/K
Es troba en totes les cèl·lules de l'organisme, en cada cicle consumeix una molècula d'ATP i és l'encarregada de transportar dos ions de potassi que aconsegueixen ingressar a la cèl·lula. Al mateix temps bomba tres ions de sodi des de l'interior cap a l'exterior de la cèl·lula (exoplasma), ja que químicament tant el sodi com el potassi posseeixen càrregues positives. El resultat és l'ingrés de dos ions de potassi (ingrés de dues càrregues positives) i retorn de tres ions de sodi (retorn de tres càrregues positives); això dona com a resultat una pèrdua de la electropositividad interna de la cèl·lula, la qual cosa converteix el seu medi intern en un medi electronegatiu pel que fa al medi extracel·lular. En el cas particular de les neurones en estat de repòs aquesta diferència de càrregues a banda i banda de la membrana es diu potencial de membrana o de repòs-descans.
Participa activament en l'impuls nerviós, ja que a través d'ella es torna a l'estat de repòs.

##### Transport actiu secundari o cotransport
És el transport de substàncies que normalment no travessen la membrana cel·lular, tals com els aminoàcids i la glucosa, l'energia requerida de la qual per al transport deriva del gradient de concentració dels ions sodi de la membrana cel·lular (com el gradient produït pel sistema glucosa/sodi de l'intestí prim).
- Bescanviador calci-sodi: és una proteïna de la membrana cel·lular de totes les cèl·lules eucariotes. La seva funció consisteix a transportar calci iònic (Ca2+) cap a l'exterior de la cèl·lula emprant per a això el gradient de sodi; la seva finalitat és mantenir la baixa concentració de Ca2+ en el citoplasma, que és unes deu mil vegades menor que en el mitjà extern. Per cada catió Ca2+ expulsat pel bescanviador al mitjà extracel·lular penetren tres cations Na+ a l'interior cel·lular.[1] Se sap que les variacions en la concentració intracel·lular del Ca2+ (segon missatger) es produeixen com a resposta a diversos estímuls i estan involucrades en processos com la contracció muscular, l'expressió genètica, la diferenciació cel·lular, la secreció, i diverses funcions de les neurones. Donada la varietat de processos metabòlics regulats pel Ca2+, un augment de la concentració de Ca2+ en el citoplasma pot provocar el seu funcionament anormal. Si l'augment de la concentració de Ca2+ en la fase aquosa del citoplasma s'aproxima a un dècim de la del medi extern, el trastorn metabòlic produït condueix a la mort cel·lular. El calci és el mineral més abundant de l'organisme, a més de complir múltiples funcions.[2]

## Transport en massa

Les macromolècules o partícules grans s'introdueixen o expulsen de la cèl·lula per dos mecanismes:

### Endocitosi
L'endocitosi és el procés cel·lular pel qual la cèl·lula mou cap al seu interior molècules grans o partícules. Aquest procés es pot donar per evaginació, invaginació o mitjançant receptors a través de la membrana citoplasmàtica, formant una vesícula que després es desprèn de la membrana cel·lular i s'incorpora al citoplasma.
Aquesta vesícula, anomenada endosoma, després es fusiona amb un lisosoma que realitzarà la digestió del contingut cel·lular.
Hi ha tres processos:
- Pinocitosi: consisteix en la ingestió de líquids i soluts mitjançant petites vesícules.
- Fagocitosi: consisteix en la ingestió de grans partícules que s'engloben en grans vesícules (fagosomes) que es desprenen de la membrana cel·lular.
- Endocitosi intervinguda per receptor o lligant: és de tipus específic, captura macromolècules específiques de l'ambient, que es fixen a través de proteïnes situades en la membrana plasmàtica (específiques).

Una vegada que s'uneixen a aquest receptor, formen les vesícules i les transporten a l'interior de la cèl·lula.
L'endocitosi intervinguda per receptor és un procés ràpid i eficient.

### Exocitosi
És l'expulsió o secreció de substàncies com la insulina a través de la fusió de vesícules amb la membrana cel·lular.
L'exocitosi és el procés cel·lular pel qual les vesícules situades en el citoplasma es fusionen amb la membrana citoplasmàtica i alliberen el contingut.
L'exocitosi s'observa en molt diverses cèl·lules secretores, tant en la funció d'excreció com en la funció endocrina.
També intervé l'exocitosi encarregada de la secreció d'un neurotransmissor a la bretxa sinàptica, per a possibilitar la propagació de l'impuls nerviós entre neurones. La secreció química desencadena una despolarització del potencial de membrana, des de l'axó de la cèl·lula emissora cap a la dendrita (o una altra part) de la cèl·lula receptora. Aquest neurotransmissor serà després recuperat per endocitosi per a ser reutilitzat. Sense aquest procés, es produiria un fracàs en la transmissió de l'impuls nerviós entre neurones. És el procés mitjançant el qual transporta molècules de gran mida des del seu interior. Aquestes molècules es troben dins de vesícules intracel·lulars que es desplacen fins a la membrana cel·lular, s'hi fusionen i alliberen el contingut en el fluid circumdant.